# Ahmad El-Maati
Ahmad Abou El-Maati ou Ahmad Abou-Elmaati (أحمد ابوالمعاطي en arabe), né le 1er octobre 1964 au Koweït, est un Canado-Égyptien qui a été détenu pendant plus de deux ans en Syrie et en Égypte à partir de novembre 2001 où il a été victime de torture. Une enquête interne du gouvernement du Canada a conclu que sa détention et les sévices qu'il a subi ont été causés indirectement par des actions de responsables canadiens incluant des membres du Service canadien du renseignement de sécurité (SCRS).

## Biographie
Ahmad El-Maati est né au Koweït de Badr El-Maati, comptable, auditeur et consultant en affaires égyptien, et de Samira Al-Shallash, enseignante syrienne. La famille a déménagé à Beyrouth, et Ahmad et son frère ont tous deux été inscrits dans une école catholique. Ahmad El-Maati a immigré à Montréal avec son père et son frère Amr en 1981, alors qu'il avait 17 ans et a pris un emploi dans une usine locale. La famille a ensuite déménagé à Toronto, lorsque sa mère et sa sœur sont arrivées.
Ahmad El-Maati a suivi des cours d'électronique, au niveau collégial avant de s'inscrire pendant deux ans à l'Université Concordia, où il a étudié les statistiques.
Le gouvernement canadien a présenté ses excuses à M. El-Maati en 2017, après avoir conclu un accord financier avec lui et deux autres victimes de torture, mettant ainsi fin à près de dix ans de litige.

## Détention
En novembre 2001, Ahmad El-Maati se rendit en Syrie à partir du Canada dans le but de se marier. Au moment de son arrivée, il a été arrêté à l'aéroport de Damas par les autorités syriennes. Pendant plus de deux mois, il a été détenu à la prison de Far Falestin avant d'être transféré en Égypte en janvier 2002 où il a continué à être détenu pendant deux ans. Durant sa détention, en Syrie et en Égypte, il a été sujet à de la maltraitance et des conditions inhumaines. En mars 2004, il est revenu au Canada. Il n'a fait l'objet d'aucune accusation.
Selon une commission d'enquête interne du gouvernement du Canada menée par Frank Iacobucci, la détention d'Ahmad El-Maati en Syrie est indirectement causée par le partage d'informations de la part de responsables canadiens. Selon la même enquête, les sévices qu'a subit Ahmad El-Maati en Syrie et en Égypte constituent de la torture selon la Convention contre la torture et autres peines ou traitements cruels, inhumains ou dégradants des Nations unies, dont le Canada est partie. Le commissaire de l'enquête a également conclu que ces sévices ont résulté indirectement d'actions de responsables canadiens. Ces actions incluent, entre autres, l'envoi de questions à poser à Ahmad El-Maati lors de sa détention en Égypte de la part du Service canadien du renseignement de sécurité. Le commissaire conclut aussi que le ministère des Affaires étrangères et du Commerce international n'a pas agi assez rapidement lors de la détention d'Ahmad El-Maati en Syrie et lors de son transfert en Égypte pour lui fournir des services consulaires.